# Baturin
Baturin (en ucraïnès i en rus Батурин) és una ciutat de la província de Txerníhiv, Ucraïna, es troba a la riba del riu Seim. El 2021 tenia 2.458 habitants.

## Història
Hi ha evidència d'assentaments a l'àrea de l'actual Baturin durant l'era neolítica, i s'han desenterrat també restes de l'edat del bronze i escita. D'acord amb alguns escriptors moderns, la fortalesa més antiga de Baturin hauria estat edificada pel Principat de Txernígov, al segle XI. El nom contemporani de l'assentament, tanmateix, és mencionat per primer cop el 1625, en referència a la fortalesa d'Esteve I Báthory, rei de Polònia, príncep de Transsilvània i Gran Duc de Lituània, que fou construïda i nomenada en honor seu. L'àrea pertanyé a la Confederació de Polònia i Lituània (al voivodat de Kíev) a la Corona de Polònia a partir de la unió de Lublin. Li fou tret el control de la ciutat durant la rebel·lió de Khmelnitski, durant la qual els rutens aconseguiren un cert grau d'autonomia sota l'hetman de Bohdan Khmelnitski i el seu estat cosac. El 1648 Baturin fou convertida en una sòtnia (centre regional cosac), donant cabuda primer al regiment cosac de Starodub i després al regiment de Nizin.

Envers el 1654, Baturin obtingué el dret de Magdeburg. Amb el creixement de l'assentament, atragué mercaders, i s'hi celebraren grans fires a la vila. Fou capital de l'hetmanat cosac (república autònoma cosaca a la riba esquerra d'Ucraïna des del 1669 fins al 1708, i des del 1750 fins al 1764). A Baturin fou on l'hetman Ivan Briukhovetski signà els Estatuts de Baturin el 1663, que desenvolupava l'acord amb el tsarat rus que Khmelnitski havia iniciat amb el Tractat de Pereiàslav el 1654.

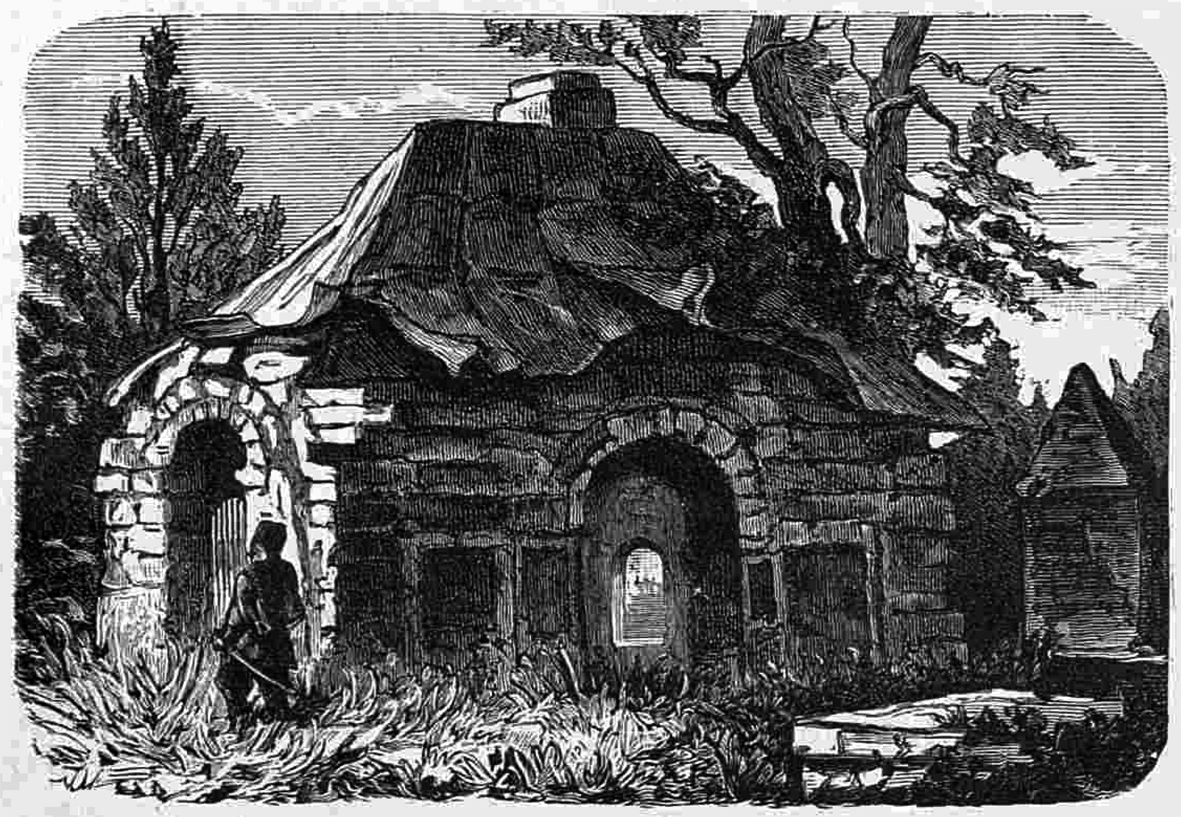
Les ruïnes de la casa mazepa al.

L'àrea prosperà sota el govern de l'hetman Ivan Mazepa, incrementant-se la mida i la població (que arribà als 20.000 residents). Baturin comptava amb quaranta esglésies i capelles, dos monestirs i un col·legi per als funcionaris del govern i diplomàtics (el Kantseliarski kurin). El 1708, els cosacs zaporoges es veieren involucrats en la Gran Guerra del Nord, en la qual l'hetman mazepa donava suport a Suècia i la seva guerra contra l'Imperi Rus, i per la independència d'Ucraïna. El 13 de novembre de 1708, Baturin fou saquejada i arrasada per l'exèrcit rus d'Aleksandr Ménxikov, essent massacrats tots els seus habitants. Dmitró Txétxel, l'oficial comandant de la guarnició de Baturin fou torturat i executat.
La ciutat fou reconstruïda a la dècada de 1750, servint de capital a l'hetman Kiril Razumovski (germà d'Aleksei Razumovski), el palau del qual fou dissenyat per Andrei Kvàsov en estil barroc. La casa on visqué el famós cosac Vassili Kotxubei, que fou construïda uns 50 anys abans, està actualment envoltada per un parc que duu el seu nom, tot i que l'edifici fou ensorrat durant la Segona Guerra Mundial i fou restaurant durant l'època soviètica.
Després de morir l'hetman Razumovski, la ciutat perdé molt de pes polític. El 1756 es construí una fàbrica tèxtil amb 12 màquines de teixir, tot i que en va arribar a tenir 76. Quan l'emperadriu Caterina II de Rússia abolí l'estat cosac i incorporà el seu territori a l'Imperi Rus, Baturin continuà fabricant tèxtil per alimentar la creixent demanda de catifes. El 1843 Taràs Xevtxenko romangué a la ciutat, descrivint a les seves pintures moltes de les seves vistes arquitectòniques.
El juny de 1993, la Rada Suprema declarà Baturin centre d'un lloc nacional d'història i cultura ucraïnesa. L'agost de 2002, el president Víktor Iúsxenko aprovà un programa governamental per restaurar a Baturin la seva glòria antiga.
El 22 de gener de 2009 aquest president oficialment obrí el Complex Monumental de la Capital dels Hetman, amb el Palau Razumovski.